# Завод металургійного кремнію в Кемертоні
Завод металургійного кремнію в Кемертоні — виробничий майданчик на південному заході Австралії, в індустріальній зоні Кемертон поблизу Банбері.
Завод ввела в дію в 1989 році компанія Simcoa Operations Pty Ltd. Власником останньої на той час була Barrack Mines Ltd, а в 1996-му її придбала японська Shin-Etsu Chemicals.
Первісно майданчик використовував дві електродугові печі (які здатні забезпечувати плавку при температурі 3000 градусів) та мав продуктивність до 75 тонн на добу. У 2012-му додали третю піч, а загальна потужність заводу зросла до 52 тисяч тонн на рік (плюс 13 тисяч тонн мікрокремнезему).
Сировину для заводу постачає належна тому ж власникові кварцитова копальня Мура.